# Cyanolyca armillata
La ghiandaia collare nero (Cyanolyca armillata (Gray, 1845)) è un uccello passeriforme appartenente alla famiglia Corvidae.

## Etimologia
Il nome scientifico della specie, armillata, deriva dal latino armilla e significa "munito di bracciale", in riferimento alla livrea di questi uccelli.

## Descrizione

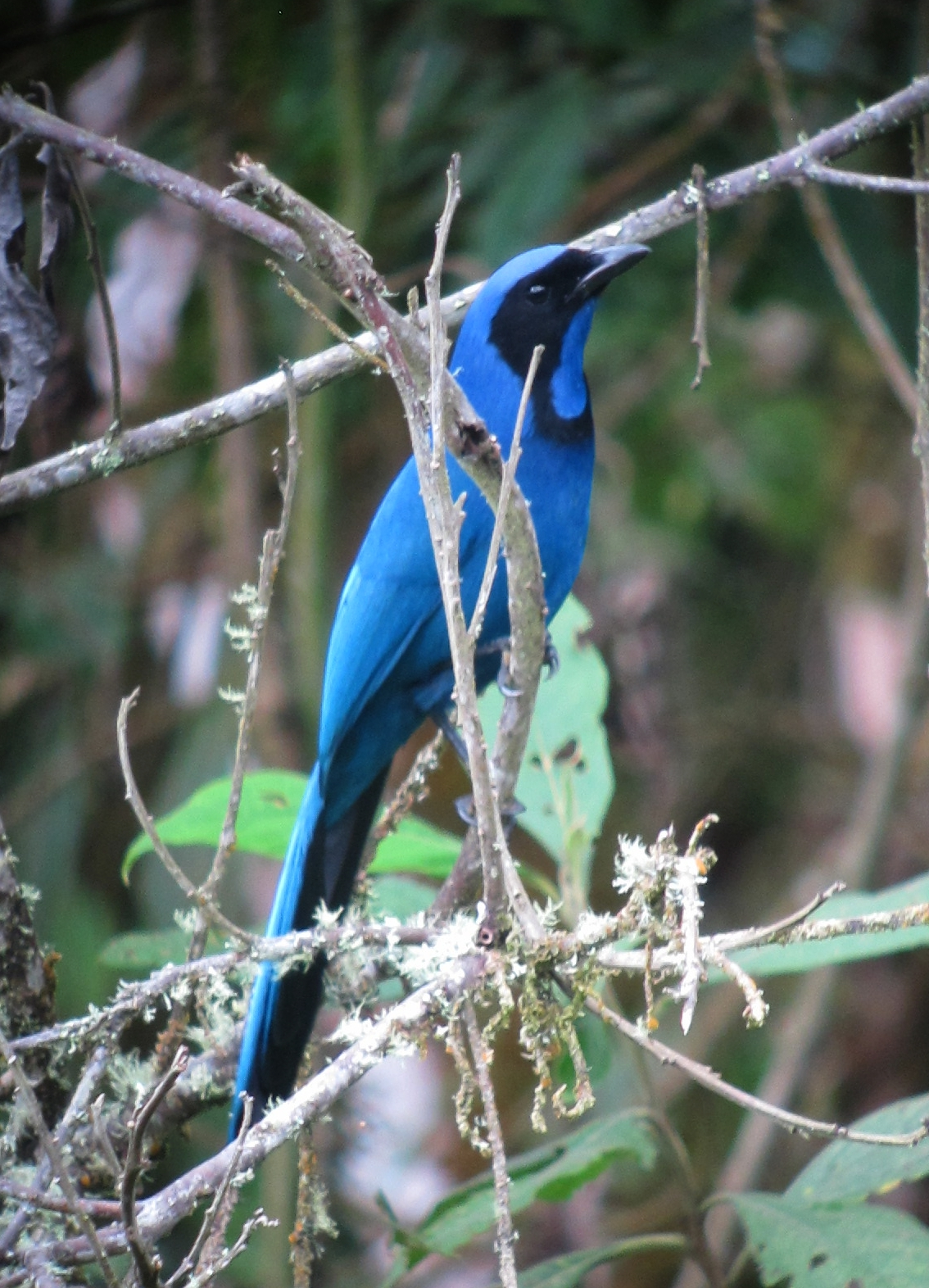
Esemplare in natura.

### Dimensioni
Misura 30-34 cm di lunghezza, per 100-210 g di peso.

### Aspetto
Si tratta di uccelli dall'aspetto tozzo e paffuto, muniti di grossa testa arrotondata dai grandi occhi, becco relativamente corto e conico dalla punta lievemente ricurva, ali digitate, coda piuttosto lunga e dall'estremitò squadrata e zampe forti.
Il piumaggio si presenta di colore blu, più chiaro su fronte e vertice e sulla gola, con quest'ultima che è orlata da un anello nero che risalendo attraverso i lati del collo si congiunge alla mascherina facciale (anch'essa nera) presente fra i lati del becco, l'area auricolare e le guance, a formare una sorta di collare, al quale la specie deve il nome comune.

Le remiganti e la coda sono invece di colore più scuro, con sfumature violacee: quest'ultima presenta inoltre le penne laterali dalla superficie inferiore di colore nero.
Il becco e le zampe sono di colore nerastro: gli occhi sono invece di colore bruno scuro.

## Biologia
Si tratta di uccelli dalle abitudini di vita essenzialmente diurne, che vivono in coppie o in gruppetti familiari formati da una coppia riproduttrice e dai giovani di nidiate precedenti: essi passano la maggior parte della giornata alla ricerca di cibo nella canopia o fra i rami alti degli alberi, non di rado in compagnia di altre specie dalle abitudini di vita simili.
I richiami emessi da questi animali sono corti, pigolanti e musicali.

### Alimentazione
La ghiandaia collare nero è un uccello in massima parte insettivoro, che si alimenta ispezionando i tronchi degli alberi e le epifite col becco, recuperando una varietà di insetti ed altri invertebrati: questi uccelli si nutrono sporadicamente anche di bacche e frutta matura.

### Riproduzione
La stagione riproduttiva sembrerebbe estendersi fra giugno e e ottobre: mancano dati circa la riproduzione di questi animali, tuttavia è verosimile supporre che si tratti di uccelli monogami, nei quali i due sessi collaborano nelle varie fasi dell'evento riproduttivo.

## Distribuzione e habitat
La ghiandaia collare nero è diffusa in un areale che va dal Venezuela occidentale (stati venezuelani di Trujillo e Mérida) fino all'estremo nord-est dell'Ecuador, attraverso il versante occidentale della cordigliera andina.
L'habitat di questi uccelli è rappresentato dalla foresta pluviale tropicale montana fra i 1600 ed i 3200 m di quota, con preferenza per le aree di foresta secondaria con presenza di radure ricoperte da bambù.

## Tassonomia
Se ne riconoscono tre sottospecie:
- Cyanolyca armillata meridana (Sclater & Salvin, 1876) - diffusa nel nord dell'areale occupato dalla specie, a sud fino al Táchira nord-occidentale;
- Cyanolyca armillata armillata (Gray, 1845) - la sottospecie nominale, diffusa nel sud del Táchira fino al dipartimento colombiano di Cundinamarca;
- Cyanolyca armillata quindiuna (Sclater & Salvin, 1876) - diffusa attraverso il versante occidentale delle Ande dalla Colombia centrale all'estremo nord-est dell'Ecuador (provincia del Carchi);

Alcuni autori considererebbero la sottospecie quindiuna una specie a sé stante col nome di Cyanolyca quindiuna, sulla base di differenze morfologiche (maggiori dimensioni, colorazione più scura e coda più lunga rispetto al corpo).